# Acido pantoico
L'acido pantoico è un acido diidrossi monocarbossilico (acido α,γ-diidrossi-β,β-dimetilbutirrico) 
Attraverso un legame carboamidico o legame peptidico, esso lega una β-alanina per formare l'acido pantotenico (vitamina B5) con eliminazione netta di una molecola d'acqua.
Nel CoA, l'acido pantotenico lega il fosfato in β della 3'-fosfo-adenosinadifosfato (3'P-ADP) attraverso un legame fosfo-estereo (a bassa energia) e lega la β-mercaptoetilamina mediante legame ammidico.
Quest'acido è ottenibile dall'isobutirraldeide o acido α-chetoisovalerico.